# Мозули
Мозули — деревня в Красногородском районе Псковской области России. Входит в состав Пограничной волости.

## География
Расположена на крайнем юге района, на берегу реки Синяя, в 28 км к югу от районного центра, посёлка Красногородск.

## Население
| 2001 | 2002 | 2010 |
| ---- | ---- | ---- |
| 89   | ↘54  | ↘17  |

Численность население деревни по оценке на начало 2001 года составляла 89 жителей.

## История
С января 1995 до июля 2010 года деревня входила в состав Покровской волости, упразднённой в пользу Пограничной волости.

## Известные уроженцы и жители
- Священко, Юрий Григорьевич (1920—1945) — советский офицер-танкист, Герой Советского Союза (1945, посмертно).